# Мере (монастырь)
Мере (груз. მერეს დედათა მონასტერი) — исторический женский монастырь в Кларджети (ныне территория северо-восточной Турции), один из двух известных женских монастырей, основанных в период деятельности Григория Хандзтийского. Упоминается в агиографическом сочинении IX века — «Житие Григория Хандзтели» Георгия Мерчуле.

## История
Согласно «Житию Вахтанга Горгасала», в V веке эристави Артаваз построил три церкви, одна из которых находилась в «даба Мериса». На этом основании П. Ингороква предполагал, что монастырь Мере возник ещё в V веке, а монашеская жизнь началась в IX веке при Ашоте I. Определить точную связь между ранней церковью и более поздним монастырём сложно. Название «Мере» встречается в различных районах Южной Грузии и может обозначать равнинную местность (по Сулхан-Саба Орбелиани).
В 1904 году Н. Я. Марр зафиксировал два топонима «Мере» — у сёл Цквацимер и Суреван. Также этот топоним встречается в ущелье Карчхал. Современные исследователи (М. Пагава, М. Чохарадзе) локализуют монастырь в верховьях ущелья Карчхл, на месте, известном как Мере. Остатки построек не сохранились, возможно, из-за наводнений. По другой версии (Т. Хуцишвили), монастырь мог находиться в деревне Мере в Шавшети. Несмотря на отсутствие прямых указаний у Мерчуле, контекст указывает на его расположение в Кларджети.

## Жизнь монастыря
Монастырь был посвящён Богородице, а духовное руководство осуществляли старцы из братства Хандзта. В начале IX века сюда прибыла из Самцхе монахиня Феврония. По преданию, именно в Мере Григол Хандзтели передал женщину, обвинённую в блуде, которую он вывел из дворца Ашота Куропалата в Артанудже.
Настоятелем монастыря в течение 40 лет был Матой, ученик Грегория. После его смерти деканисой стала монахиня Теместия. В то же время здесь подвизалась затворница Анатолия (Антония). Сведения о последующем существовании монастыря отсутствуют.